# Mandan (Dakota du Nord)
Pour les articles homonymes, voir Mandan (homonymie).
Cet article concerne la ville du Dakota du Nord. Pour le peuple amérindien, voir Mandans. Pour la langue amérindienne, voir Mandan (langue).
La ville de Mandan est le siège du comté de Morton, dans l’État du Dakota du Nord, aux États-Unis. Sa population, qui s’élevait à 18 331 habitants lors du recensement de 2010, est estimée à 22 752 habitants en 2019. Mandan est la localité la plus peuplée du comté et la 7e ville de l’État en nombre d’habitants. La ville est située sur la rive droite de la rivière Missouri, en vis-à-vis de Bismarck, la capitale de l'État.

## Histoire
La localité a été fondée en 1881 et incorporée en 1883.

## Démographie
| Groupe            | Mandan | Dakota du Nord | États-Unis |
| ----------------- | ------ | -------------- | ---------- |
| Blancs            | 91,7   | 90,0           | 72,4       |
| Amérindiens       | 4,9    | 5,4            | 0,9        |
| Métis             | 2,0    | 1,8            | 2,9        |
| Afro-Américains   | 0,6    | 1,2            | 12,6       |
| Autres            | 0,5    | 0,5            | 6,2        |
| Asiatiques        | 0,2    | 1,0            | 4,8        |
| Total             | 100    | 100            | 100        |
|                   |        |                |            |
| Latino-Américains | 1,8    | 2,0            | 16,7       |

Selon l'American Community Survey, pour la période 2011-2015, 95,40 % de la population âgée de plus de 5 ans déclare parler l'anglais à la maison, 2,16 % déclare parler l'allemand, 2,07 % l'espagnol et 0,37 % une autre langue.
| 1880 | 1890  | 1900  | 1910  | 1920  | 1930  |
| ---- | ----- | ----- | ----- | ----- | ----- |
| 239  | 1 328 | 1 658 | 3 873 | 4 336 | 5 037 |

| 1940  | 1950  | 1960   | 1970   | 1980   | 1990   |
| ----- | ----- | ------ | ------ | ------ | ------ |
| 6 685 | 7 298 | 10 525 | 11 093 | 15 513 | 15 177 |

| 2000   | 2010   | - | - | - | - |
| ------ | ------ | - | - | - | - |
| 16 718 | 18 331 | - | - | - | - |

## Climat
Selon la classification de Köppen, Mandan a un climat continental humide, abrégé Dfb.

## Galerie photographique

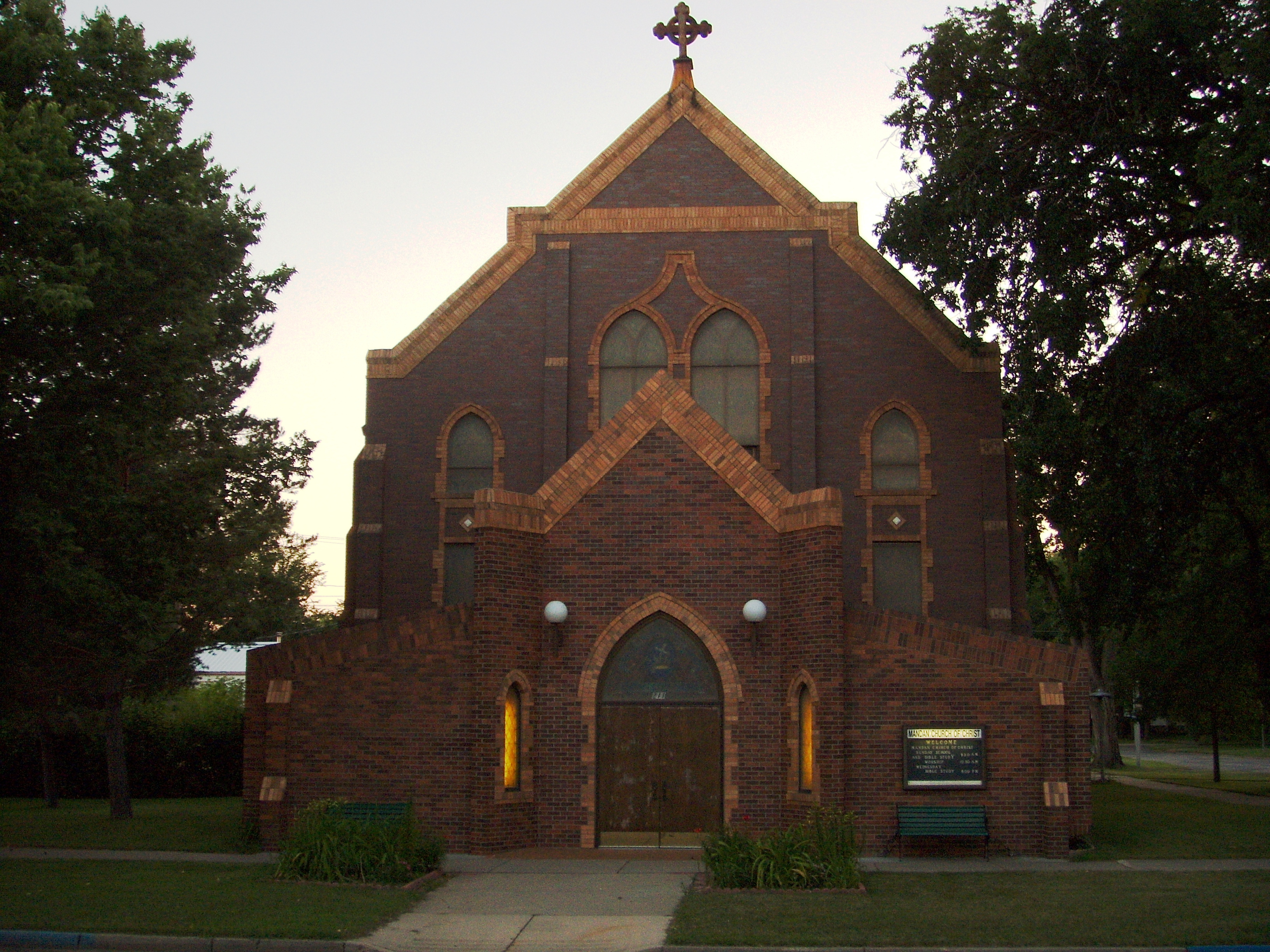
L’église du Christ
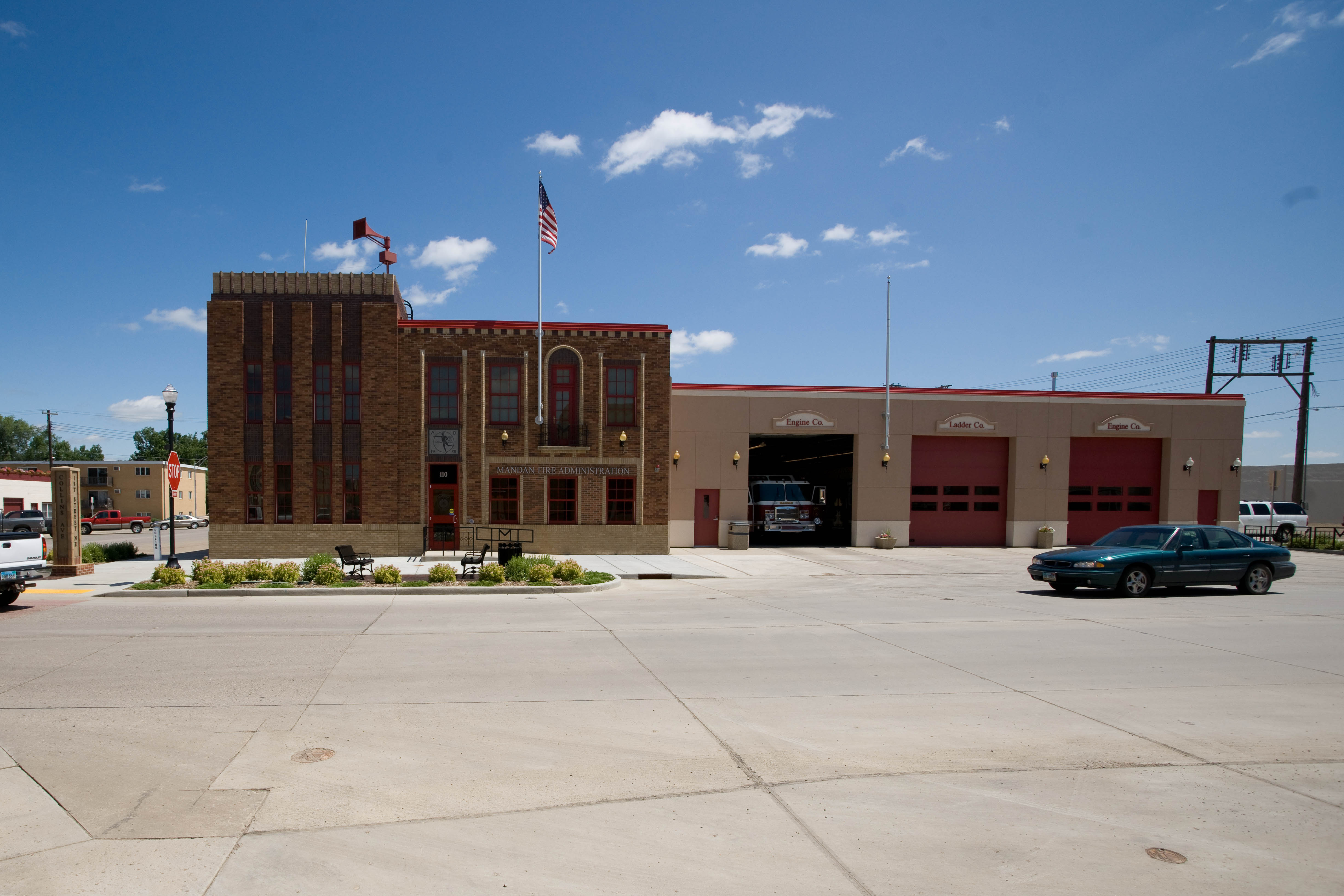
La caserne des pompiers
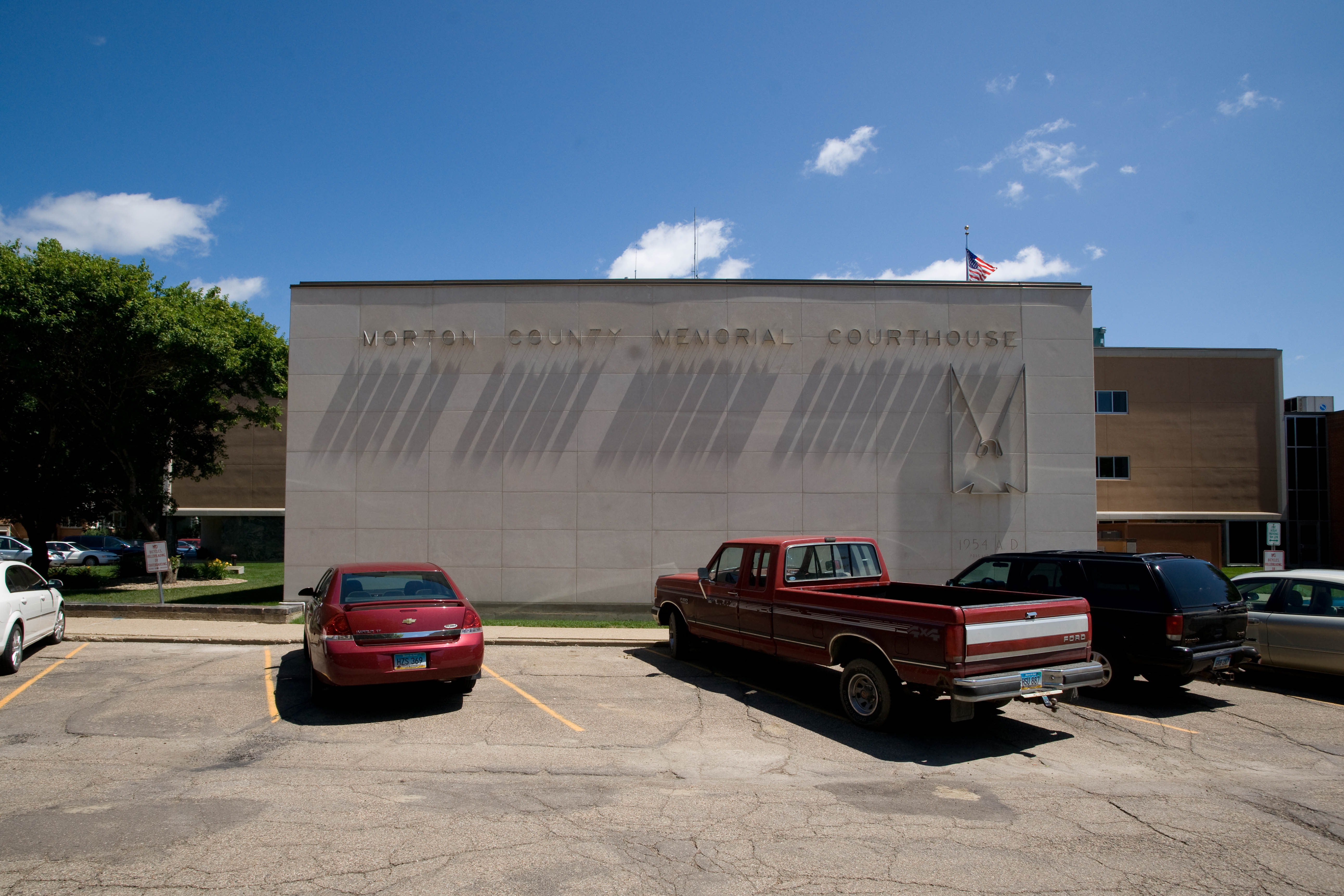
La cour de justice du comté